# Jiří Ryba
Jiří Ryba (* 15. června 1976, Tábor) je bývalý český atlet, jehož specializací byl víceboj. Největší úspěch atletické kariéry zaznamenal na juniorském mistrovství Evropy 1995 v maďarské Nyíregyháze, kde získal bronzovou medaili.
Rok předtím nedokončil víceboj na juniorském mistrovství světa v Lisabonu. Reprezentoval na letních olympijských hrách v Sydney 2000, kde obsadil s celkovým počtem 8 056 bodů čtrnácté místo. O rok později skončil šestý na mistrovství světa v kanadském Edmontonu, kde nasbíral 8 332 bodů. Jeho atletickou kariéru však narušila série zranění, kvůli kterým přišel o účast na mistrovství Evropy v Mnichově v roce 2002, o mistrovství světa 2003 v Helsinkách i o letní olympiádu v Athénách, na kterou měl splněn limit. Atletickou kariéru definitivně ukončil v roce 2006 poté, co absolvoval operaci achilovek na obou nohách.
Od roku 2007 byl zaměstnán jako kondiční trenér u fotbalistů Mladé Boleslavi, kde skončil v březnu roku 2008. V současné době působí ve stejné funkci v prvoligovém týmu 1. FK Příbram. Jeho manželkou je česká atletka, tyčkařka Pavla Hamáčková, se kterou má syna Jiřího.

## Osobní rekordy
- sedmiboj (5 913 bodů, 14. února 1999, Praha)
- desetiboj (8 339 bodů, 14. květen 2000, Desenzano del Garda)